# Tukan górski
Tukan górski (Ramphastos brevis) – gatunek średniej wielkości ptaka z rodziny tukanowatych (Ramphastidae). Ptak o długim dziobie występujący w Ameryce Południowej. Nie jest zagrożony wyginięciem.

## Zasięg występowania
Tukan górski występuje w północno-zachodniej Kolumbii (północne Chocó) i na południowy zachód od Andów, do południowo-zachodniego Ekwadoru (na południe do Manta Real). Lokalizację ze wschodniej Panamy uważa się za niepewną.

## Taksonomia
Gatunek po raz pierwszy opisał amerykański ornitolog Rodolphe Meyer de Schauensee w 1945 roku na łamach Proceedings of the Academy of Natural Sciences of Philadelphia jako podgatunek tukana czarnodziobego (R. ambiguus) i nadając mu nazwę Ramphastos ambiguus brevis. Jako miejsce typowe odłowu holotypu Meyer de Schauensee wskazał rzekę Mechengue, w Cauca w Kolumbii.
Charakterystyczny gatunek przypisywano do tak zwanej „kraczącej grupy” (wraz z tukanem wielkim (R. toco), tukanem tęczodziobym (R. sulfuratus), tukanem żółtogardłym (R. vitellinus) i tukanem zielonodziobym (R. dicolorus)). Chociaż aspekty upierzenia sugerują pokrewieństwo z R. sulfuratus, to jednak dane genetyczne wskazują, że gatunek jest taksonem siostrzanym w stosunku do R. vitellinus. Długo uważany za podgatunek R. ambiguus, ale różni się od niego znacząco głosem, mniejszym rozmiarem ciała, krótszym, bardziej żółtym dziobem; gatunek sympatryczny z podgatunkiem R. ambiguus, tukanem brązowodziobym (R. a. swainsonii). Gatunek monotypowy.

### Etymologia
Nazwa rodzajowa: Ulisses Aldrovandi w 1599 roku zapisał z błędem nazwę Ramphastos, bazując na Ramphestes Konrada  Gesnera z 1560 roku (gr. ῥαμφηστης rhamphēstēs  „nosaty”, od ῥαμφη rhampē „dziób”), która to nazwa została następnie przejęta przez Karola Linneusza w 1758 roku. Epitet gatunkowy: łac. brevis „krótki, niewielki”.

## Morfologia
Długość ciała 46–48,5 cm; masa ciała 365–482 g. Inne wymiary u jednej samicy z Mutaty w Kolumbii: długość skrzydła 210 mm, ogona 154 mm, dzioba 151,4 mm. U obu płci od czoła do górnej części grzbietu upierzenie koloru bordowego z czarnym odcieniem; górna część ciała czarna, pokrywy nadogonowe białe. Gardło, szyja i piersi żółte, wąskie czerwone pasmo tuż poniżej koloru żółtego, brzuch i podbrzusze czarne, pokrywy podogonowe czerwone. Dziób w jego górnej części żółty, culmen, grzbiet dzioba i jego centralne części zielonawe, na krańcu dzioba od 3 do 5 zielonych „ząbków”, żuchwa czarna, czasami z żółtą końcówką. Skóra na twarzy koloru żółto-zielonego lub oliwkowego, czasem z niebieskawym odcieniem; tęczówka żółto-zielona z szarym odcieniem. Samica ma krótszy, bardziej przysadzisty dziób niż samiec. Młode ptaki o miękkim, ciemniejszym upierzeniu, głównie czerwono-pomarańczowym, dziób bardziej kilowaty, podstawowa linia i „ząbki” nieobecne, nozdrza widoczne na górze.

## Ekologia

### Głos
Odzywa się serią kraczących „tree-aak”, „tyook” lub „tyeerp”, 40–55 razy (czasami do 100) na minutę, na początku odgłos jest warczący i może trwać to do kilku minut; samce wydają głębsze, bardziej warczące odgłosy. Czasami odzywa się trąbiącym głosem, miękkie odgłosy można usłyszeć tylko z bliskiej odległości.

### Siedlisko i pokarm
Gatunek prawdopodobnie osiadły, zamieszkujący głównie las nizinny, a także lasy na niższych stokach Andów, jak i również przyległe pastwiska z owocującymi drzewami albo plantacjami, do wysokości 1550 m n.p.m. Przebywają w parach lub w grupach liczących do 6 ptaków, rzadziej do 14.
Dieta tukana górskiego jest słabo poznana; w żołądkach znaleziono głównie niezidentyfikowane owoce; być może poluje też na jakieś owady i małe kręgowce. Pokarm zdobywa głównie w baldachimie lasu, często współpracując z arasari obrożnym (Pteroglossus torquatus), rzadziej z większym tukanem czarnodziobym. Podczas spożywania pokarmu może obrócić głowę o kąt półpełny. Obserwowano, jak towarzyszy armii wędrownych mrówek, zapewne polując na spłoszone przez nie owady. Wodę czerpie z bromelii.

### Lęgi
Biologia rozrodu bardzo słabo poznana. Najprawdopodobniej rozmnażają się od czerwca do sierpnia, być może wcześniej, do stycznia w zachodniej Kolumbii. Śpiewający ptak porusza głową do góry po jednej stronie, po łuku odwracając ją w drugą stronę, prawie nie ma ruchu głową w dół; podczas konfliktów trzyma głowę nisko. Upierzenie gładkie oprócz wzniesionego zadu i piór pokryw podogonowych. Brak informacji na temat wielkości lęgu, czasu inkubacji czy wychowu młodych.

## Status i ochrona
W Czerwonej księdze gatunków zagrożonych Międzynarodowej Unii Ochrony Przyrody został zaliczony do kategorii LC (ang. Least Concern – najmniejszej troski). Globalna wielkość populacji nie została oszacowana, ale uważa się tego ptaka za rzadkiego lub lokalnie powszechnego w Ekwadorze (populację w Ekwadorze szacuje się na 15000–45000 osobników). W Ekwadorze populacja tukana górskiego zmniejszyła się znacząco z powodu wylesiania (podobno duże populacje utrzymują się w prowincji Esmeraldas, gdzie znaczna część lasów pozostaje w dużej mierze nienaruszona). Na tego ptaka poluje się również dla mięsa, a jego dziób stosowany jest jako składnik w tradycyjnej medycynie. Występuje w rezerwatach przyrody Reserva Natural Río Ñambí w Kolumbii i w Centro Científico Río Palenque w Ekwadorze.